# 安墩河
安墩河，位于中华人民共和国广东省惠州市惠东县境内，是西枝江右岸支流，发源于惠东县东北部的乌禽嶂西南麓，蜿蜒南流经安墩镇，至白盆珠镇的榕树下村汇入西枝江。河长51千米，河床比降4.84‰，流域面积404平方千米。年径流量4.04亿立方米。